# Усмонохунов Темирджон Озотжон-огли
Усмонохунов Темирджон Озотжон-огли (узб. Усмонохунов Темуржон Озотжон ўғли; нар. 17 листопада 1996, Андижан) — узбецький борець вільного стилю, бронзовий призер чемпіонату Азії.

## Життєпис
У 2001 році став чемпіоном Азії серед юніорів.

## Спортивні результати на міжнародних змаганнях

### Виступи на Чемпіонатах світу
| Змагання                        | Збірна     | Вагова категорія          | Місце |
| ------------------------------- | ---------- | ------------------------- | ----- |
| Чемпіонат світу з боротьби 2016 | Узбекистан | вільна боротьба, до 61 кг | 8     |
| Чемпіонат світу з боротьби 2019 | Узбекистан | вільна боротьба, до 65 кг | 32    |

### Виступи на Чемпіонатах Азії
| Змагання                       | Збірна     | Вагова категорія          | Місце  |
| ------------------------------ | ---------- | ------------------------- | ------ |
| Чемпіонат Азії з боротьби 2017 | Узбекистан | вільна боротьба, до 61 кг | 8      |
| Чемпіонат Азії з боротьби 2018 | Узбекистан | вільна боротьба, до 65 кг | Бронза |

### Виступи на інших змаганнях
| Змагання                               | Збірна     | Вагова категорія          | Місце |
| -------------------------------------- | ---------- | ------------------------- | ----- |
| Гран-прі «Іван Яригін» 2017            | Узбекистан | вільна боротьба, до 61 кг | 32    |
| Турнір Яшара Догу 2017                 | Узбекистан | вільна боротьба, до 61 кг | 5     |
| Гран-прі «Іван Яригін» 2018            | Узбекистан | вільна боротьба, до 65 кг | 20    |
| Турнір Г. Картозія і В. Балавадзе 2018 | Узбекистан | вільна боротьба, до 65 кг | 27    |
| Турнір Олександра Медведя 2019         | Узбекистан | вільна боротьба, до 65 кг | 17    |
| Турнір Яшара Догу 2020                 | Узбекистан | вільна боротьба, до 65 кг | 10    |

### Виступи на змаганнях молодших вікових груп
| Змагання                                      | Збірна     | Вагова категорія          | Місце  |
| --------------------------------------------- | ---------- | ------------------------- | ------ |
| Чемпіонат Азії з боротьби серед юніорів 2016  | Узбекистан | вільна боротьба, до 60 кг | Золото |
| Чемпіонат світу з боротьби серед юніорів 2016 | Узбекистан | вільна боротьба, до 60 кг | 5      |
| Чемпіонат світу з боротьби серед молоді 2018  | Узбекистан | вільна боротьба, до 65 кг | 16     |